# Svedberg
Lo svedberg (simbolo S) è un'unità di misura del coefficiente di sedimentazione che non fa parte del Sistema Internazionale.
Uno svedberg, dimensionalmente uguale ad una unità di tempo, è pari a 10-13 secondi.
L'unità prende il nome da quello del fisico e chimico svedese Theodor Svedberg, vincitore del Premio Nobel per la chimica  nel 1926 per il suo lavoro sulla chimica dei colloidi e l'invenzione dell'ultracentrifuga.
Nell'ultracentrifugazione, il tasso di sedimentazione di una particolare macromolecola è calcolato dividendo la velocità di sedimentazione costante (espressa in m/s) per l'accelerazione applicata (espressa in m/s2) e moltiplicando poi per 1013.